# Supercoppa di Germania 2018
La Supercoppa di Germania 2018 (ufficialmente DFL-Supercup 2018) è stata la diciannovesima edizione della Supercoppa di Germania.
Si è svolta il 12 agosto 2018 alla Commerzbank-Arena di Francoforte e ha visto il Bayern Monaco, vincitore della Bundesliga 2017-2018, imporsi per 5-0 sull'Eintracht Francoforte, vincitore della Coppa di Germania 2017-2018. Per i bavaresi si è trattato del settimo successo nella Supercoppa (record nella competizione).

## Partecipanti
| Squadre               | Qualificazione                              | Partecipazioni precedenti (il grassetto indica la vittoria)           |
| --------------------- | ------------------------------------------- | --------------------------------------------------------------------- |
| Eintracht Francoforte | Vincitore della Coppa di Germania 2017-2018 | 1 (1988)                                                              |
| Bayern Monaco         | Vincitore della Bundesliga 2017-2018        | 11 (1987, 1989, 1990, 1994, 2010, 2012, 2013, 2014, 2015, 2016, 2017) |

## Tabellino
| Arbitro: | Marco Fritz (Korb) |

|  |           |                                                          |
|  | Marcatori | 21’, 26’, 54’ Lewandowski 63’ Coman 85’ Thiago Alcántara |

| Eintracht Francoforte | Bayern Monaco |

| P               | 1  | Frederik Rønnow    |     |     |
| D               | 19 | David Abraham (c)  | 70’ |     |
| D               | 20 | Makoto Hasebe      |     |     |
| D               | 13 | Carlos Salcedo     |     |     |
| C               | 24 | Danny da Costa     |     |     |
| C               | 16 | Lucas Torró        |     |     |
| C               | 6  | Jonathan de Guzmán |     | 64’ |
| C               | 15 | Jetro Willems      |     |     |
| A               | 11 | Mijat Gaćinović    |     |     |
| A               | 10 | Marco Fabián       |     | 64’ |
| A               | 9  | Sébastien Haller   |     | 76’ |
| A disposizione: |    |                    |     |     |
| P               | 29 | Felix Wiedwald     |     |     |
| D               | 23 | Marco Russ         |     |     |
| D               | 33 | Taleb Tawatha      |     |     |
| C               | 5  | Gelson Fernandes   |     |     |
| C               | 7  | Danny Blum         |     | 64’ |
| A               | 4  | Ante Rebić         |     | 64’ |
| A               | 8  | Luka Jović         |     | 76’ |
| Allenatore:     |    |                    |     |     |
| Adolf Hütter    |    |                    |     |     |

| P               | 1  | Manuel Neuer (c)   |       |     |
| D               | 32 | Joshua Kimmich     |       |     |
| D               | 4  | Niklas Süle        |       |     |
| D               | 5  | Mats Hummels       | 45+1’ |     |
| D               | 27 | David Alaba        |       |     |
| C               | 8  | Javi Martínez      |       |     |
| C               | 25 | Thomas Müller      |       | 64’ |
| C               | 6  | Thiago Alcántara   |       |     |
| A               | 10 | Arjen Robben       |       | 57’ |
| A               | 7  | Franck Ribéry      |       |     |
| A               | 9  | Robert Lewandowski |       | 72’ |
| A disposizione: |    |                    |       |     |
| P               | 26 | Sven Ulreich       |       |     |
| D               | 13 | Rafinha            |       |     |
| D               | 14 | Juan Bernat        |       |     |
| C               | 18 | Leon Goretzka      |       | 64’ |
| C               | 19 | Sebastian Rudy     |       |     |
| C               | 29 | Kingsley Coman     |       | 57’ |
| A               | 2  | Sandro Wagner      |       | 72’ |
| Allenatore:     |    |                    |       |     |
| Niko Kovač      |    |                    |       |     |